# 마리나 뱌조우스카
마리나 세르히이우나 뱌조우스카(우크라이나어: Марина Сергіївна Вязовська, pronounced [mɐˈrɪnɐ wʲɐˈzɔu̯sʲkɐ]; 1984년 12월 2일 ~ )는 구 채우기 연구로 알려진 우크라이나 수학자이다. 뱌조우스카는 스위스 로잔 연방 공과대학교 수학 연구소의 정교수이자 정수론 학과장이다. 그녀는 2022년 필즈상을 수상했다.

## 교육 및 경력
뱌조우스카는 키이우에서 세 자매 중 맏이로 태어났다. 그녀의 아버지는 안토노프 항공기 공장에서 일하는 화학자였고 그녀의 어머니는 엔지니어였다. 그녀는 과학 및 기술 분야에서 성취도가 높은 학생들을 위한 특수 중등 학교인 Kyiv Natural Science Lyceum No. 145에 다녔다. 그곳의 영향력 있는 교사인 Andrii Knyazyuk은 이전에 중등 학교 교사가 되기 전에 전문 연구 수학자로 일했다. 뱌조우스카는 고등학교 때 국내 수학 올림피아드에 참가하여 국제수학올림피아드의 6인 팀이 선택되기 전에 12명의 학생이 훈련 캠프에 선발된 전국 대회에서 13위를 했다. 키이우 대학교의 학생으로서 그녀는 2002, 2003, 2004, 2005년에 국제대학생수학경시대회에 참가했으며 2002년과 2005년에 1등 수상자 중 한 명이었다. 그녀는 2005년에 첫 번째 연구 논문을 공동 저술했다.
뱌조우스카는 2007년 카이저슬라우테른 대학교에서 석사 학위를, 2010년에 우크라이나 국립 과학 아카데미 수학 연구소에서 박사 학위를,  2013년에는 본 대학교에서 박사 학위 (Dr. rer. nat.)를 받았다. 그녀의 박사 학위 논문인 Modular Functions and Special Cycles는 해석적 수론에 관한 것으로 돈 재기어와 Werner Müller가 감독했다.
그녀는 베를린 수학 학교와 베를린 훔볼트 대학교에서 박사후 연구원이었고 프린스턴 대학교에서 미네르바 특별 방문자였다. 2018년 1월부터 그녀는 정년 트랙 조교수로 짧은 기간을 보낸 후 스위스 로잔 연방 공과대학교(EPFL)의 정교수로 정수론 의장을 맡고 있다.

## 기여
2016년 Viazovska는 8차원에서 구 채우기 문제를 해결했다. 그녀의 8차원 해는 다른 사람들과의 협업과 24차원 해로 빠르게 이어졌다. 이전에는 3차원 이하의 차원에서만 문제가 해결되었으며 3차원 버전의 증명(케플러 추측)에는 긴 컴퓨터 계산이 필요했다. 대조적으로, 8차원과 24차원에 대한 뱌조우스카의 증명은 "놀라울 정도로 간단하다".
뱌조우스카는 구 채우기에 대한 작업뿐 아니라 Bondarenko 및 Radchenko와 함께 구체 설계에 대한 연구로도 유명하다. 그들과 함께 그녀는 임의의 차원에서 작은 디자인의 존재에 대한 Korevaar 와 Meyers의 추측을 증명했다. 이 결과는 그녀의 공동 저자인 Andriy Bondarenko가 2013년 근사 이론으로 Vasil A. Popov 상을 수상한 기여 중 하나이다.

## 인식
뱌조우스카는 2016년에 살렘상을 받았고, 2017년에는 구 채우기와 모듈러 형식에 대한 작업으로 클레이 연구상과 SASTRA 라마누잔 상을 수상했다. 2017년 12월에 그녀는 2018 뉴 호라이즌 수학상을 수상했다. 그녀는 2018년 세계 수학자 대회에서 초청 연사로 활동했다. 2019년에 루스 리틀 새터 수학상와 페르마상을 수상했다. 그녀는 2020년 유럽수학회상 수상자 중 한 명이다. 2020년에 Latsis Foundation에서 수여하는 National Latsis Prize를 수상했다. 그녀는 2021년 Academia Europaea에 선출되었다. 그녀는 2022년 7월 클레이 수학연구소의 수석 학자로 임명되었다.
그녀는 2022년 7월에 필즈상을 수상하여 두 번째 여성 수상자(마리암 미르자하니 이후), 우크라이나 소비에트 사회주의 공화국에서 태어난 두 번째 수상자이자(블라디미르 드린펠트 이후) 우크라이나 대학에서 학위를 받은 첫 번째 수상자가 되었다.

## 가족
뱌조우스카는 학생을 위한 방과후 물리학 그룹에서 남편 Daniil Evtusinsky를 만났다. 그 또한 EPFL의 물리학 연구원이다. 그들에게는 두 자녀, 아들과 딸이 있다.

## 선택한 출판물
- Bondarenko, Andriy; Radchenko, Danylo; Viazovska, Maryna (2013), “Optimal asymptotic bounds for spherical designs”, 《Annals of Mathematics》, Second Series 178 (2): 443–452, arXiv:1009.4407, doi:10.4007/annals.2013.178.2.2, MR 3071504, S2CID 2490453
- Viazovska, Maryna (2017), “The sphere packing problem in dimension 8”, 《Annals of Mathematics》 185 (3): 991–1015, arXiv:1603.04246, doi:10.4007/annals.2017.185.3.7, S2CID 119286185
- Cohn, Henry; Kumar, Abhinav; Miller, Stephen D.; Radchenko, Danylo; Viazovska, Maryna (2017), “The sphere packing problem in dimension 24”, 《Annals of Mathematics》 185 (3): 1017–1033, arXiv:1603.06518, doi:10.4007/annals.2017.185.3.8, S2CID 119281758
- Cohn, Henry; Kumar, Abhinav; Miller, Stephen D.; Radchenko, Danylo; Viazovska, Maryna (2019), “Universal optimality of the E8 and Leech lattices and interpolation formulas”, 《Annals of Mathematics》, arXiv:1902.05438, 2022년 7월 14일에 원본 문서에서 보존된 문서, 2022년 8월 5일에 확인함